# Kumštýři: Ostruhy nekonečna
Kumštýři: Ostruhy nekonečna je český komediální film Štěpána Kozuba z roku 2021. Štěpán Kozub ho napsal společně s Albertem Čubou. Film pojednává o hereckém souboru smyšleného oblastního divadla, které řeší oblastní problémy svým způsobem, a to navíc v době, kdy nemůže kvůli pandemii normálně hrát. Žánrem filmu je komedie. Zahrála si zde spousta ostravských herců, dokonce i umělci z Prahy. Film je ke zhlédnutí na MírPlay.
Předlohou scénáře byla směsice mnoha skutečných postav. Ve filmu tak uvidíte různé archetypy umělců, jež se objevují snad ve všech českých divadlech. Zazní zde i reálné hlášky a glosy, které autoři zaslechli od svých kolegů a přátel.

## Obsazení
| Vladimír Polák    | umělecký šéf Robert Rézner                              |
| Štěpán Kozub      | herec Tomík                                             |
| Albert Čuba       | herec Kamil                                             |
| Robin Ferro       | herec Ruda                                              |
| Lada Bělašková    | herečka Renáta                                          |
| Beáta Hrnčiříková | herečka Tereza                                          |
| Robert Mikluš     | ředitel divadla                                         |
| Richard Genzer    | divadelní režisér Suchánek                              |
| Markéta Matulová  | herečka Vanda, manželka uměleckého šéfa Roberta Réznera |
| Kristýna Lipinová |                                                         |
| Maxmilián Čuba    |                                                         |